# Cornelio II Bentivoglio
Cornelio Bentivoglio (24 dicembre 1606 – Santa Fiora, tra il 2 e il 31 marzo 1663) era figlio di Enzo Bentivoglio e di Caterina Martinengo; fu marchese di Scandiano dal 1639 al 1643 e marchese di Magliano dal 1661 fino alla sua morte.

## Biografia
Cornelio nacque nel 1606 da Enzo Bentivoglio e da Caterina Martinengo.
Nel 1639 alla morte del padre divenne Marchese di Scandiano.
Nel 1643 i debiti che negli anni aveva contratto il padre, nelle opere di bonifica e nelle ristrutturazioni eseguite nella Rocca di Scandiano lo portarono a vendere il feudo di Scandiano alla Camera Ducale Estense.
Cornelio II si sposò in prime nozze nel 1623 con Anna, figlia di Alfonso Strozzi, e, rimasto vedovo, nuovamente nel febbraio 1638 con Costanza, figlia di Alessandro I Sforza, Conte di Santa Fiora.
Il 24 maggio del 1661, con diploma del Granduca Ferdinando II de' Medici, riottenne per la Famiglia Bentivoglio il feudo di Magliano, che suo padre nel 1635 aveva venduto al senatore fiorentino Scipione Capponi.
Morì nel 1663 a Santa Fiora, vicino a Grosseto. Le sue esequie furono celebrate il 9 marzo nella Chiesa di Santo Spirito a Ferrara.

## Discendenza
Dal primo matrimonio con Anna Strozzi (c. 1610 - 1636) nacquero:
- Ippolito (c. 1630[8] - 1685) sposò Lucrezia Pio di Savoia
- Ferrante (25 agosto 1635[9] - 27 febbraio 1695[10]), arciprete della Cattedrale di Ferrara e poeta.

Dal secondo matrimonio con Costanza Sforza di Santa Fiora (... - 1695) non nacquero figli.

## Ascendenza
|                                                             |                                                              |                                                           | Genitori             |  |  | Nonni |  |  | Bisnonni             |  |  | Trisnonni                                   |  |
|                                                             |                                                              |                                                           |                      |  |  |       |  |  | Costanzo Bentivoglio |  |  | Annibale II Bentivoglio, signore di Bologna |  |
|                                                             |                                                              |                                                           |                      |  |  |       |  |  | Costanzo Bentivoglio |  |  | Annibale II Bentivoglio, signore di Bologna |  |
|                                                             |                                                              | Lucrezia d'Este                                           |                      |  |  |       |  |  | Costanzo Bentivoglio |  |  |                                             |  |
| Cornelio I Bentivoglio, marchese di Gualtieri               |                                                              |                                                           |                      |  |  |       |  |  | Costanzo Bentivoglio |  |  |                                             |  |
|                                                             |                                                              | Costanza Elena Rangoni                                    | Guido Rangoni, conte |  |  |       |  |  |                      |  |  |                                             |  |
|                                                             |                                                              | Costanza Elena Rangoni                                    | Guido Rangoni, conte |  |  |       |  |  |                      |  |  |                                             |  |
|                                                             |                                                              | Costanza Elena Rangoni                                    | Laura Sanvitale      |  |  |       |  |  |                      |  |  |                                             |  |
| Enzo Bentivoglio, marchese di Scandiano                     |                                                              | Costanza Elena Rangoni                                    |                      |  |  |       |  |  |                      |  |  |                                             |  |
|                                                             |                                                              | Nicolò Bendidio                                           | …                    |  |  |       |  |  |                      |  |  |                                             |  |
|                                                             |                                                              | Nicolò Bendidio                                           | …                    |  |  |       |  |  |                      |  |  |                                             |  |
|                                                             |                                                              | Nicolò Bendidio                                           | …                    |  |  |       |  |  |                      |  |  |                                             |  |
| Isabella Bendidio                                           |                                                              | Nicolò Bendidio                                           |                      |  |  |       |  |  |                      |  |  |                                             |  |
|                                                             |                                                              | Alessandra Rossetti                                       | …                    |  |  |       |  |  |                      |  |  |                                             |  |
|                                                             |                                                              | Alessandra Rossetti                                       | …                    |  |  |       |  |  |                      |  |  |                                             |  |
|                                                             |                                                              | Alessandra Rossetti                                       | …                    |  |  |       |  |  |                      |  |  |                                             |  |
| Cornelio II Bentivoglio, marchese di Magliano               |                                                              | Alessandra Rossetti                                       |                      |  |  |       |  |  |                      |  |  |                                             |  |
|                                                             | Bartolomeo Martinengo Colleoni, conte di Malpaga e Cavernago | Gerardo Colleoni Martinengo, conte di Malpaga e Cavernago |                      |  |  |       |  |  |                      |  |  |                                             |  |
|                                                             | Bartolomeo Martinengo Colleoni, conte di Malpaga e Cavernago | Gerardo Colleoni Martinengo, conte di Malpaga e Cavernago |                      |  |  |       |  |  |                      |  |  |                                             |  |
|                                                             | Bartolomeo Martinengo Colleoni, conte di Malpaga e Cavernago | Grandilia Secco d'Aragona                                 |                      |  |  |       |  |  |                      |  |  |                                             |  |
| Francesco Martinengo Colleoni, conte di Malpaga e Cavernago | Bartolomeo Martinengo Colleoni, conte di Malpaga e Cavernago |                                                           |                      |  |  |       |  |  |                      |  |  |                                             |  |
|                                                             |                                                              | Paola da Ponte                                            | Gian Pietro da Ponte |  |  |       |  |  |                      |  |  |                                             |  |
|                                                             |                                                              | Paola da Ponte                                            | Gian Pietro da Ponte |  |  |       |  |  |                      |  |  |                                             |  |
|                                                             |                                                              | Paola da Ponte                                            | Alda Brembati        |  |  |       |  |  |                      |  |  |                                             |  |
| Caterina Martinengo Colleoni                                |                                                              | Paola da Ponte                                            |                      |  |  |       |  |  |                      |  |  |                                             |  |
|                                                             |                                                              | Giovanni Tommaso Langosco, conte di Stroppiana            | …                    |  |  |       |  |  |                      |  |  |                                             |  |
|                                                             |                                                              | Giovanni Tommaso Langosco, conte di Stroppiana            | …                    |  |  |       |  |  |                      |  |  |                                             |  |
|                                                             |                                                              | Giovanni Tommaso Langosco, conte di Stroppiana            | …                    |  |  |       |  |  |                      |  |  |                                             |  |
| Beatrice Langosco                                           |                                                              | Giovanni Tommaso Langosco, conte di Stroppiana            |                      |  |  |       |  |  |                      |  |  |                                             |  |
|                                                             |                                                              | Delia Roero Sanseverino                                   | …                    |  |  |       |  |  |                      |  |  |                                             |  |
|                                                             |                                                              | Delia Roero Sanseverino                                   | …                    |  |  |       |  |  |                      |  |  |                                             |  |
|                                                             |                                                              | Delia Roero Sanseverino                                   | …                    |  |  |       |  |  |                      |  |  |                                             |  |
|                                                             |                                                              | Delia Roero Sanseverino                                   |                      |  |  |       |  |  |                      |  |  |                                             |  |